# Seddon

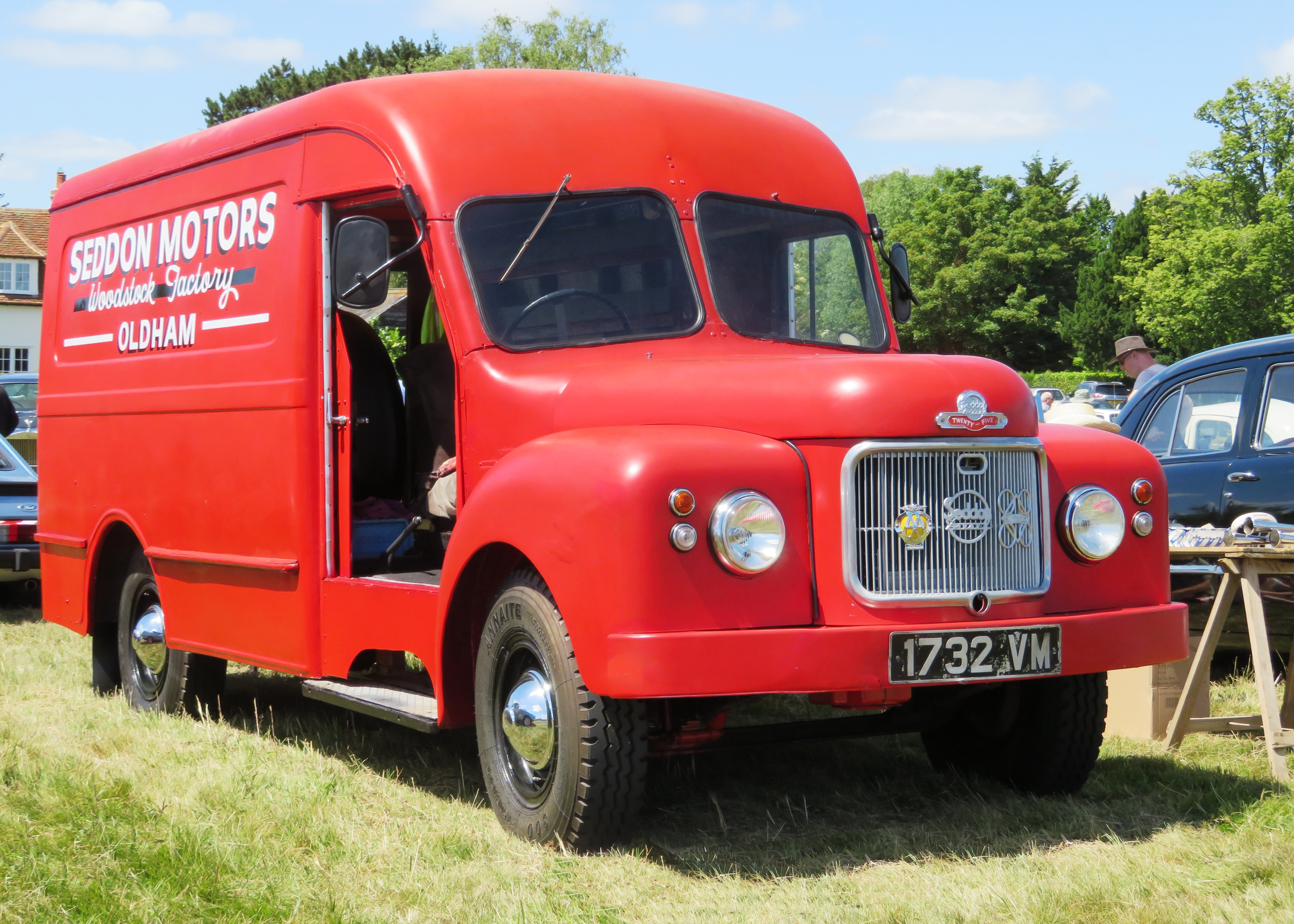
Seddon

Seddon, voluit Seddon Diesel Vehicles Limited, was een Brits vrachtwagenmerk dat bestond van 1938 tot het in 1970 opging in Seddon Atkinson. In Nederland en België wist het vanaf het einde van de Tweede Wereldoorlog redelijk te verkopen, maar verdween van de markt nog voor de fusie.
Aanvankelijk werd de import in Nederland gedaan door Van Twist, dat deels ook vrachtwagens assembleerde met eigen componenten als Seddon-Van Twist. Later nam Hocké in Waalwijk de import over.
In België was het de firma Hocké uit Brussel die verantwoordelijk was voor de import. Men assembleerde ook vrachtwagens met cabines van Ateliers Bollekens uit Duffel.